# Yong'an
Yong'an (em chinês 永安) é uma cidade da República Popular da China, localizada na província de Fujian.